# Sentosa (eiland)

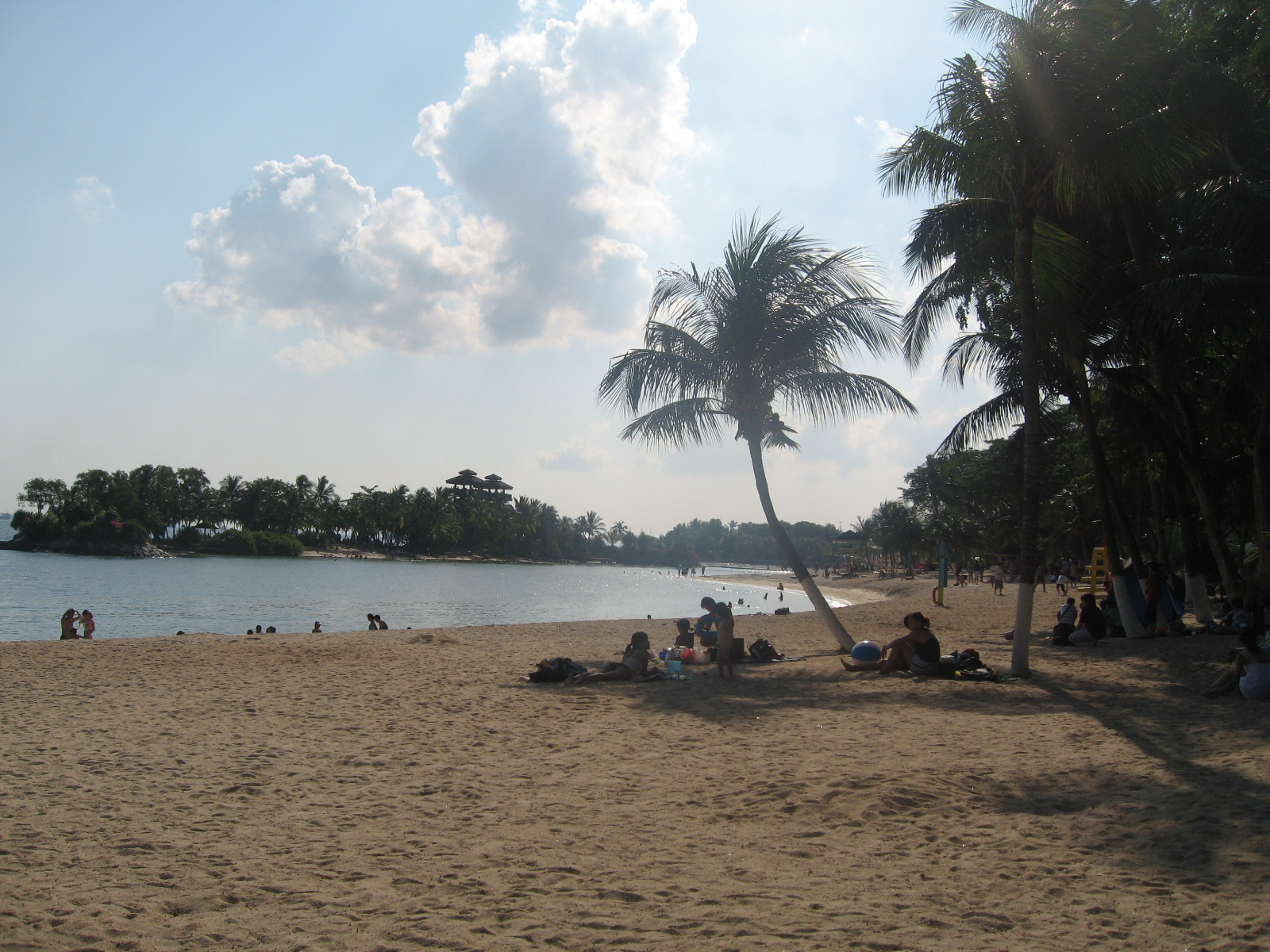
Een (aangelegd) zandstrand

Sentosa is het op drie na grootste eiland van Singapore. Het is het meest zuidelijke eiland van de stadstaat. Er is een zandstrand van meer dan twee kilometer lengte. Het is voornamelijk een vakantie-eiland en een reisdoel voor dagjesmensen. Accommodatie varieert van luxe hotels tot campings, en er zijn veel toeristische attracties. Er zijn onder andere twee golfbanen en een casino.

## Geschiedenis
In de jaren 1880 werd het eiland door de Britten gekozen als plaats voor fortificaties voor de verdediging van hun kolonie Singapore. In de jaren na de Tweede Wereldoorlog stond Sentose bekend als Pulau Blakang Mati wat vertaald in het Nederlands grofweg Het eiland van de dood van achteren betekent. Het eiland kreeg deze bijnaam omdat de meeste verdedigingswerken op het zuiden gericht waren in de verwachting van een Japanse invasie vanuit de zee. De Japanners vielen Singapore en daarmee Sentosa echter van achteren aan en zodoende werden de verdedigingswerken snel overwonnen. De versterkingen van fort Siloso op Sentosa is het enige deel van Singapore's kustverdediging dat bewaard is gebleven.

## Bereikbaarheid
Vanaf metrostation HarbourFront op het eiland Singapore loopt een monorail naar Sentosa. Deze Sentosa Express heeft vervolgens verschillende stops op het eiland zelf. Station HarbourFront is bereikbaar vanaf vele locaties op het eiland Singapore via de Circle Line en de North East line.
Het eiland is ook bereikbaar via een dam. Op het eiland rijden bussen. Er wordt ook gefietst.

## Uitbreiding
Aan de oostkust van het eiland vond vanaf begin eenentwintigste eeuw landaanwinning plaats voor de aanleg van nieuwe hotels en luxe privé woningen. Ook zijn er nieuwe stranden aangelegd. De kosten van deze herstructurering werden begroot op 10 miljard dollar.

## Attracties
- Natuurwandeling
- Dolphin Lagoon (dolfijnen lagune)

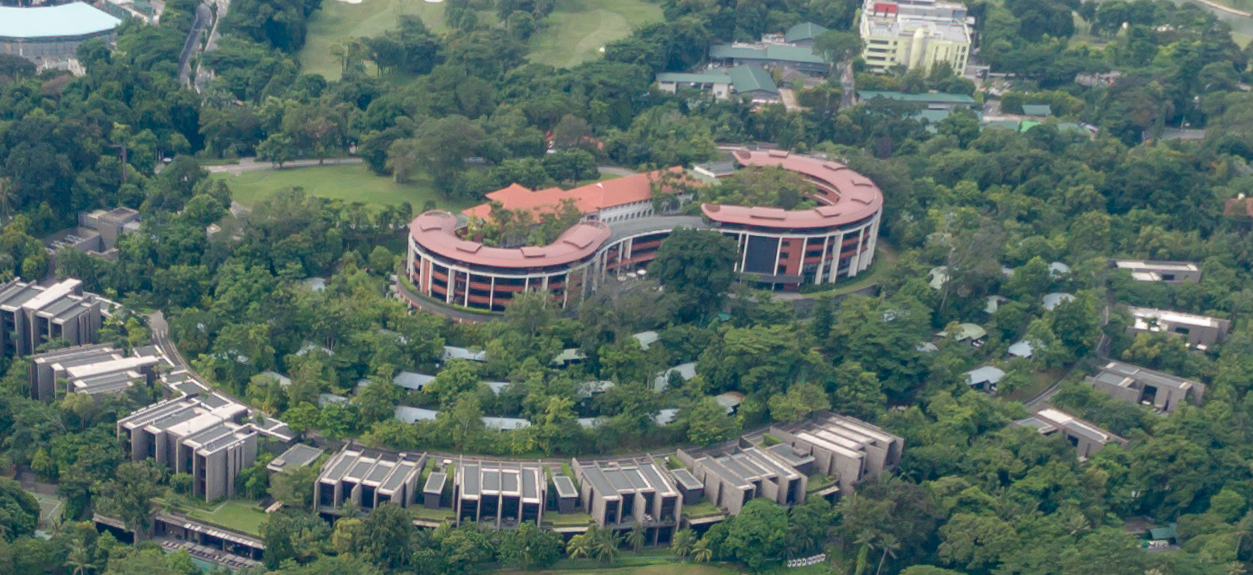
Capella Resort, locatie van de ontmoeting van 12 juni 2018 tussen Donald Trump en Kim Jong-un

- Underwater World (onderwaterwereld)
- Vlinder en insectenpark
- Orchideeëntuin
- Fort Siloso
- Tanjong, Palawan en Siloso Beach (stranden)
- Restaurants, bioscoop enz.
- Universal Studios Park Singapore

## Onderhandelingen Trump-Kim
- Sentosa was in 2018 het decor van onderhandelingen tussen de Amerikaanse president Donald Trump en de Noord-Koreaanse leider Kim Jong-un.